# Футбол 24
Футбол 24 або football24.ua — популярний український вебсайт, присвячений новинам футболу.
На сайті викладено профілі усіх українських та провідних європейських гравців, стадіонів, клубів та команд з детальною статистикою. Інформацію поновлюють в режимі онлайн.

## Історія
Розпочав свою діяльність в межах інформаційного сайту «Телеканалу новин 24» в липні 2010 року як україномовний сайт про новини футболу. На той час функціонував розділ української Прем'єр-ліги. Однак з часом було додано розділи чемпіонатів Англії, Італії, Іспанії, Німеччини, а також розіграші Ліги Європи та Ліги чемпіонів. 27 грудня 2010 року футбольний розділ сайту «Телеканалу новин 24» отримав свій окремий сайт — football.24tv.ua. Тоді ж стартував конкурс «Прогнози вболівальників», який є найпопулярнішим турніром на Інтернет-просторах. З 11 березня 2011 року сайт отримав новий домен — football24.ua.
Влітку 2011 з'явилася російськомовна версія сайту. Трохи згодом в розділ «Блоги» було додано функцію «Блоги вболівальників», куди може писати будь-який зареєстрований користувач. Також було розширено тематику (додано французький, російський, португальський чемпіонати, а також футбол у Південній Америці та Африці).
У червні 2015 відвідуваність сайту досягла майже 400 000, і за цим показником він зайняв третє місце серед українських спортивних ресурсів.
В травні 2018 року, через незгоду з діями керівництва компанії-власника ТРК «Люкс», з видання звільнились журналіст Андрій Сеньків та головний редактор Олександр Гапоненко.

## Рубрики
- Чемпіонати / Новини (Україна, Англія, Іспанія, Німеччина, Італія, Ліга чемпіонів, Ліга Європи, Франція, Росія, Південна Америка, Португалія, Африка)
- Блоги (Автори, Дописи)
- Ексклюзив (Найкращі голи, Інтерв'ю, Новини «Прогнозів вболівальників»)
- Архів
- Про сайт (Загальна інформація, Команда, Контакти)
- Прогнози вболівальників (Рейтинг результатів, Мій прогноз, Правила прогнозувальника, Призи)